# Jorge Ricardo
Jorge Antonio Ricardo (* 30. September 1961 in Rio de Janeiro, Brasilien) ist ein Jockey im Galoppsport, der vorwiegend in Argentinien reitet. Er gewann mehr als 160 Rennen der Gruppe I.
Im Hipódromo Argentino de Palermo in Buenos Aires, Argentinien gewann er am 5. Februar 2007 sein 9981. Rennen und wurde zum gewinnreichsten Jockey aller Zeiten. Diesen Titel nahm er Russell Baze, dem erfolgreichsten US-amerikanischen Jockey, ab. Am 26. Mai 2013 erreichte er 12.000 Siege und hält damit den Rekord des gewinnreichsten Jockeys.
Er gewann das bedeutendste Pferderennen in Südamerika, das Gran Premio Latinoamericano fünfmal, in den Jahren 1991, 1994, 1996, 1998 und 2007, und ist damit Rekordhalter.